# Кримсько-Азовська Добровольча армія
Кримсько-Азовська Добровольча армія — військове з'єднання Збройних Сил Півдня Росії під час Громадянської війни в Росії.

## Історія
Створена в складі ЗСПР 10 січня 1919 на базі Кримсько-Азовського корпусу. У травні 1919 у склад армії входили:

1. 5 піхотна дивізія

2. Зведена кавалерійська (кінна) дивізія

3. Гвардійська кінно-артилерійська батарея

22 травня 1919 р. реорганізована у 3-й армійський корпус на основі якого 20 серпня 1919 р. були розгорнуті війська Новоросійської області ЗСПР.

## Командування
Командуючий — генерал-лейтенант О. О. Боровський

Начальник штаба — генерал-лейтенант Д. М. Пахомов (до 12 травня 1919 р.).